# 仏教学部
仏教学部（ぶっきょうがくぶ）とは、大学において、仏教の研究を行う学部である。一部の大学においては、独立した仏教学部ではなく、文学部仏教学科のところもある。神学部などの宗教系学部と同様に、国公立大学には存在しないが、インド哲学の研究室を持つところは少なくない。なお、卒業生は、仏教寺院の僧侶になることが多いが、現在では一般の子弟の割合の方が高い。

## 仏教学部を置く日本の大学
- 駒澤大学
- 大正大学 - 1993年に人間学部に改組されて一度消滅したが、2010年度より再発足
- 佛教大学 - 1965年に文学部仏教学科に改組されて一度消滅したが、2010年度より再発足
- 身延山大学
- 立正大学

## 仏教学科を置く日本の大学
- 大谷大学 文学部（真宗学科、仏教学科）
- 高野山大学 文学部（密教学科）
- 種智院大学 人文学部（仏教学科）
- 相愛大学 人文学部（人文学科）仏教文化専攻
- 同朋大学 文学部（仏教学科）真宗学コース、仏教文化コース
- 花園大学 文学部（仏教学科）
- 武蔵野大学 通信教育部(人間科学部人間科学科)仏教学専攻、本願寺派教師資格コース
- 龍谷大学 文学部（真宗学科、仏教学科）

## 仏教学を専修できる学科を置く大学
- 東京大学 文学部 インド哲学仏教学
- 京都大学 文学部 文献文化学 文献文化学東洋系 仏教学専修
- 広島大学 文学部 人文学科 哲学・思想文化学コース インド哲学・仏教学
- 東洋大学 文学部 東洋思想学科 仏教思想コース - インド哲学科（新制大学として認可された際、仏教学科として開設された）と中国哲学文学科を2013年に統合・再編。かつては真宗大谷派の僧侶資格取得ができた。卒業生に植木等ら。

## 大学院大学
- 国際仏教学大学院大学 - 霊友会

## 短期大学
- 京都西山短期大学 仏教学科
- 九州大谷短期大学 仏教学科